# غوستافو دومينغيز
غوستافو دومينغيز (بالإسبانية: Gustavo Domínguez)‏ (و. 1980  م) هو راكب دراجة هوائية إسباني، ولد في بورينيو، شارك في طواف إسبانيا.

## روابط خارجية
- غوستافو دومينغيز على موقع الاتحاد الدولي للدراجات (الإنجليزية)
- غوستافو دومينغيز على موقع أرشيف الدراجات (الإنجليزية)
- غوستافو دومينغيز على موقع إحصائيات الدراجات الإحترافية (الإنجليزية)
- غوستافو دومينغيز على موقع نسبة الدراجات (الإنجليزية)